# Ambrose B. Broadbent
Ambrose Byron Broadbent (* 21. November 1885 nahe Cadiz, Kentucky; † 15. Juni 1952 Clarksville, Tennessee) war ein US-amerikanischer Politiker. Zwischen 1931 und 1933 war er als Präsident des Staatssenats faktisch Vizegouverneur des Bundesstaates Tennessee, auch wenn dieses Amt formell erst 1951 eingeführt wurde.

## Werdegang
Über die Jugend und Schulausbildung von Ambrose Broadbent ist nichts überliefert. Er muss aber Jura studiert haben, weil er später als Richter arbeitete. Möglicherweise war er zuvor als Rechtsanwalt tätig. Er lebte zumindest zeitweise in Clarksville im Montgomery County. Politisch war er Mitglied der Demokratischen Partei. Im Juni 1928 nahm er als Delegierter an der Democratic National Convention in Houston teil. Er war Mitglied des Senats von Tennessee und wurde im Jahr 1931 Nachfolger von Scott Fitzhugh als Präsident dieser Kammer. Der Hintergrund, warum Fitzhugh sein Amt aufgab, ist nicht überliefert. Bis 1933 blieb Broadbent Senatspräsident. In dieser Eigenschaft war er Stellvertreter von Gouverneur Henry Hollis Horton. Damit bekleidete er faktisch das Amt eines Vizegouverneurs. Dieser Posten war bzw. ist in den meisten anderen Bundesstaaten verfassungsmäßig verankert; in Tennessee ist das erst seit 1951 der Fall.
Zwischen 1937 und 1941 übte Broadbent das Amt des Secretary of State von Tennessee aus, ehe er 1945 bis 1951 Richter am Bezirks- und Kriminalgericht war. Er starb am 15. Juni 1952.